# 活性氧类

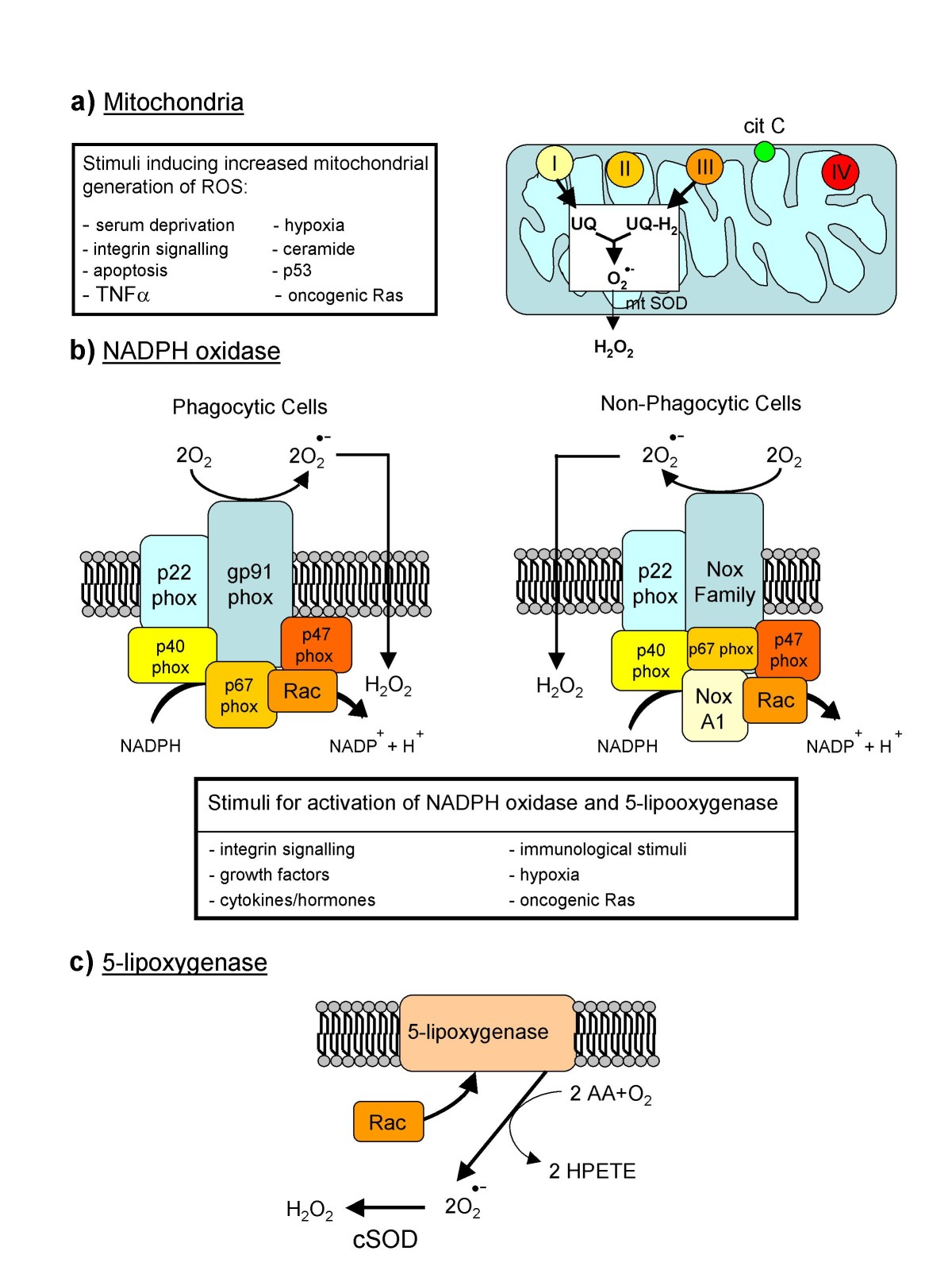
非光合细胞中ROS的主要来源。From a review by Novo and Parola, 2008.

活性氧类（英語：Reactive oxygen species，ROS），是生物有氧代谢过程中的一种副产品，包括氧离子、过氧化物和含氧自由基等。这些粒子相当微小，且由于存在未配对的自由电子而十分活跃。过高的活性氧水平会对细胞和基因结构造成损坏。活性氧，为含氧的，具有化学活性的分子，包括氧离子（oxygen ion）、过氧化氢（peroxide）、次氯酸、羥基自由基（hydroxyl radical）及單重態氧(1O2)等。因为核外的未配对电子的存在，具有很强的化学反应活性。ROS是正常氧代谢後，由氧形成的天然副产物，并且在细胞信号传导（cell signaling），和保持机体恒常性（homeostasis）中起很大作用。然而，在时间以及外界环境影响下（例如暴露于紫外线(UV exposure)或热源(heat exposure)下等），ROS的量会急剧增多。引起这种改变的原因有可能是由于细胞结构出現明显的损坏。这种显现，被称为氧化应激。ROS也可能由外界的因素生成，如致电离辐射（ionizing radiation）。

## 损伤防御机制
通常，细胞都会通过酶（例如过氧化歧化酶(superoxide dismutase)）的作用来减少ROS对细胞的损伤作用。某些小分子，如维生素C和维生素E，尿酸及谷胱甘肽（glutathione）也作为细胞抗氧化物质而发挥着重要作用，經由清除自由基而防止ROS對細胞造成傷害。与之相对，细胞外的抗氧化物质的作用小的多，在血浆中的最重要的抗氧化物质为尿酸（uric acid）。